# Isturgia postnigrescens
Isturgia postnigrescens är en fjärilsart som beskrevs av Barend J. Lempke 1952. Isturgia postnigrescens ingår i släktet Isturgia och familjen mätare. Inga underarter finns listade i Catalogue of Life.